# Vùng 1 Cảnh sát biển Việt Nam
Bộ Tư lệnh Vùng 1 Cảnh sát biển trực thuộc Bộ Tư lệnh Cảnh sát biển là Bộ Tư lệnh cảnh sát biển độc lập tác chiến Quản lý và bảo vệ vùng vịnh Bắc Bộ thuộc Việt Nam, từ cửa sông Bắc Luân (Quảng Ninh) đến đảo Cồn Cỏ (Quảng Trị).

## Lịch sử hình thành
- Ngày 14 tháng 9 năm 1998, thành lập Vùng 1 Cảnh sát biển.
- Ngày 10 tháng 9 năm 2014, đổi tên thành Bộ Tư lệnh Vùng 1 Cảnh sát biển trực thuộc Bộ Tư lệnh Cảnh sát biển[6]

## Lãnh đạo hiện nay
- Tư lệnh: Thiếu tướng Trần Văn Thơ (nguyên Phó Tư lệnh TMT Vùng CSB 1)
- Chính ủy: Thiếu tướng Trần Văn Hậu (nguyên Phó Chủ nhiệm chính trị CSB)
- Phó Tư lệnh - TMT: Đại tá Lương Cao Khải (nguyên Phó Tư lệnh Vùng CSB 1)
- Phó Tư lệnh Pháp luật: Đại tá Nguyễn Văn Thiện
- Phó Tư lệnh Quân sự: Đại tá Lê Thanh Hải
- Phó Chính ủy: Đại tá Nguyễn Văn Hiển

## Tổ chức
- Phòng Tham mưu
- Phòng Chính trị
- Phòng Hậu cần - Kỹ thuật
- Phòng Pháp luật
- Phòng Phòng chống tội phạm vi phạm
- Ban Quan hệ quốc tế
- Ban Tài chính
- Trung tâm HH Cứu nạn & Bảo vệ môi trường biển 1
- Hải đoàn 11
- Hải đội 102
- Trạm Cảnh sát biển 1